# Йохан I (Трир)
Йохан I (на немски: Johann I; * ок. 1140; † 15 юли 1212, Трир) е архиепископ на Трир от 1190 до 1212 г. и първият, който има титлата курфюрст на Трир.

## Живот
Йохан е от около Шпайер. През 1173 г. той е архидякон в Шпайер и пропст на манастир „Св. Герман“ в Шпайер. От 1186 до 1189 г. е канцлер при император Фридрих I Барбароса.
По инициатива на император Хайнрих VI той е избран за архиепископ на Трир през септември 1189 г. Следващата година Йохан I е одобрен от папа Климент III.
Йохан I окрепва град Трир, купува множество замъци и освобождава град Трир от зависимостта и господството на пфалцграфете при Рейн (1198).
Йохан I умира в Трир и е погребан в манастир Химерод в Айфел.